# Морское орудие 380 mm/45 Modèle 1935
380 mm/45 Modèle 1935 — 380-мм корабельное артиллерийское орудие, разработанное и производившееся во Франции. Состояло на вооружении ВМС Франции. Стало самым мощным морским орудием в истории французского флота.
Орудия были разработаны для новых линкоров типа «Ришельё». И орудия, и башни фактически были увеличенным вариантом 330-мм орудий линкоров типа «Дюнкерк». Две четырёхорудийные башни располагались линейно-возвышенно в носовой части корабля. На четвёртом корабле серии — «Гаскони» — по одной четырёхорудийной башне должно было располагаться в носу и корме. Также это орудие должно было войти в состав вооружения разрабатываемых линкоров «Эльзас».
Всего до войны было произведено только 21 орудие. Из-за быстрой капитуляции Франции линкоры не были достроены. «Ришельё» ушёл в Дакар в полубоеготовом состоянии. «Жан Бар» увели в Касабланку только с четырьмя орудиями в первой башне. «Клемансо» не был достроен, а «Гасконь» даже не закладывалась. Орудия, оставшиеся во Франции, были захвачены немцами. Часть из них пытались установить на береговых батареях. По крайней мере одно орудие входило в береговые укрепления «Атлантического вала» под Шербуром и вело стрельбу по союзникам во время высадки в Нормандии.
Орудия успели пострелять и по союзникам, и по японским войскам. 24—25 сентября 1940 года «Ришельё» вёл перестрелку с британскими линкорами во время операции в Дакаре. А «Жан Бар» участвовал в дуэли с американским линкором «Массачусетс» 8 ноября 1942 года во время высадки союзников в Северной Африке. После перехода на сторону союзников и ремонта в 1943 году в США, «Ришельё» уже вместе с британскими линкорами обстреливал японские укрепления в британской Ост-Индии.
После войны для перевооружения линкора «Жан Бар» была произведена ещё одна партия из 9 орудий. Орудия были установлены во время капитальных ремонтов на «Ришельё» и «Жан Бар». Фактически тогда же и были сделаны необходимые доработки в системах стрельбы и подачи боезапаса, не осуществлённые французами во время войны. Пять орудий сохранились до нашего времени и демонстрируются в экспозициях различных музеев и мемориалов.

## История
380-мм орудие модели 1935 года было разработано для вооружения строившихся линейных кораблей типа «Ришельё». Орудия размещались в двух четырёхорудийных башнях, расположенных в носовой части. Достроены были только два корабля — «Ришельё» и «Жан Бар». По планам после них должны были быть заложены ещё два подобных корабля — «Клемансо» и «Гасконь», но этому помешала начавшаяся война. «Клемансо» был заложен, но до падения Франции его не достроили, а потом строительство было прекращено. «Гасконь» отличалась другим расположением башен — по одной четырёхорудийной башне в носу и корме. Но её даже не успели заложить. 380-мм орудия также рассматривались как один из вариантов вооружения перспективных линкоров типа «Эльзас», но их проект не вышел даже за стадию эскизного проектирования. В некоторых источниках считается, что орудия для них должны были получить индекс 380 mm/45 Model 1940.
Разработкой и производством орудий занимался арсенал в Руле. Всего до перемирия было произведено 21 орудие. Каждый линкор должен был быть вооружён восемью орудиями. Но полностью оснастить орудиями успели только линкор «Ришельё». После провала дюнкеркской операции французы выводили с европейской части Франции в африканские порты все способные уйти корабли. На «Ришельё» к этому времени начался цикл испытаний орудий главного калибра, но успели сделать всего 6 выстрелов. В полубоеготовом состоянии линкор был спешно отправлен в Дакар. На борт успели погрузить 296 бронебойных снарядов и к ним всего 198 частей зарядов (полный заряд состоял из 4 частей).
На линкоре «Жан Бар» до его бегства из Сен-Назера в Касабланку успели оснастить орудиями только носовую башню № 1. Орудия в башню № 2 установлены не были. Два из них находились в Сен-Назере. Одно смогли погрузить на транспорт «Меканисьен Принсипаль Лестен» (фр. Mécanicien Principal Lestin), второе из-за поломки крана погрузить не смогли. На выходе из гавани транспорт был потоплен германской авиацией. Вместе с ним на дно пошло и орудие. Второе орудие было захвачено немцами в порту, третье — на полпути из Руле в Сен-Назер. Четвёртое ещё даже не успели вывезти из Руле.
| История орудий довоенного производства | История орудий довоенного производства | История орудий довоенного производства | История орудий довоенного производства |
| № п/п                                  | Номер орудия                           | Запланированное место установки        | Судьба |
| -------------------------------------- | -------------------------------------- | -------------------------------------- | --- |
| 1                                      | R-1936-1                               | Для испытаний в Руле                   | Захвачено в 1940. Перевезено в Норвегию. Демонстрируется в военно-морской академии «Эколь Наваль» в Ланвеок-Пульмик (фр. École Navale Lanvéoc Poulmic).                                                                      |
| 2                                      | R-1936-2                               | «Ришельё», башня № 1                   | Во время ремонта в США в 1943 году оставлено на прежнем месте. В 1950 после замены лейнера — башня № 2 «Ришельё». |
| 3                                      | R-1936-3                               | Гавр                                   | Захвачено немцами в 1940. Переведено в Норвегию. |
| 4                                      | R-1936-4                               | «Ришельё», башня № 1                   | Во время ремонта в США в 1943 году оставлено на прежнем месте. В 1950 после замены лейнера — башня № 2 «Ришельё». |
| 5                                      | R-1937-1                               | «Жан Бар», башня № 1                   | Установлено на «Жан Бар», башня № 1. В 1943 демонтировано и установлено на «Ришельё», башня № 2. |
| 6                                      | R-1937-2                               | «Ришельё», башня № 1                   | Во время ремонта в США в 1943 году оставлено на прежнем месте. В 1950 после замены лейнера — башня № 2 «Ришельё». |
| 7                                      | R-1937-3                               | «Жан Бар», башня № 1                   | Установлено на «Жан Бар», башня № 1. В 1943 демонтировано и установлено на «Ришельё», башня № 2. |
| 8                                      | R-1937-4                               | «Жан Бар», башня № 1                   | Установлено на «Жан Бар», башня № 1. Оставалось на нём до конца службы. |
| 9                                      | R-1937-5                               | «Ришельё», башня № 1                   | Во время ремонта в США в 1943 году оставлено на прежнем месте. В 1950 после замены лейнера — башня № 2 «Ришельё». |
| 10                                     | R-1937-6                               | «Ришельё», башня № 2                   | В сентябре 1940 взрыв в стволе во время Сенегальской операции. |
| 11                                     | R-1937-7                               | «Жан Бар», башня № 1                   | Установлено на «Жан Бар», башня № 1. В 1943 демонтировано и установлено «Ришельё», башня № 2. |
| 12                                     | R-1937-8                               | Гавр                                   | Захвачено немцами в 1940. Вывезено в Меппен. В 1950 году установлено на «Ришельё», башня № 1. |
| 13                                     | R-1937-9                               | «Ришельё», башня № 2                   | Во время ремонта в США в 1943 году оставлено на прежнем месте, но после войны списано. |
| 14                                     | R-1937-10                              | Гавр                                   | Демонстрируется в Гавре. |
| 15                                     | R-1938-1                               | «Ришельё», башня № 2                   | В сентябре 1940 взрыв в стволе во время Сенегальской операции. |
| 16                                     | R-1938-2                               | «Жан Бар», башня № 2                   | Не установлено. Захвачено немцами в Руле в 1940. Вывезено в Ганновер. |
| 17                                     | R-1938-3                               | «Ришельё», башня № 2                   | В сентябре 1940 взрыв в стволе во время Сенегальской операции. |
| 18                                     | R-1938-4                               | «Жан Бар», башня № 2                   | Затонуло в 1940 году вместе с транспортом «Mécanicien Principal Lestin» у Жиронды в июне 1940 года. |
| 19                                     | R-1938-5                               | Руле                                   | Захвачено немцами в Руле в 1940 году. Вывезено и установлено на одной из батарей Атлантического вала в Октевиле, где сделало 40 выстрелов. В 1950 году установлено на «Ришельё», башня № 1. Сейчас демонстрируется в Бресте. |
| 20                                     | R-1938-6                               | «Жан Бар», башня № 2                   | Не установлено. Захвачено немцами в Сен-Назере в 1940. Вывезено в Норвегию. После войны в 1950 году установлено на «Ришельё», башня № 1.                                                                                     |
| 21                                     | R-1938-7                               | «Жан Бар», башня № 2                   | Не установлено. Захвачено немцами по дороге из Руле в Сен-Назер в 1940. Вывезено в Эссен на заводы Круппа. |

Зарядов из штатного пороха SD21 на стоявшем в Дакаре «Ришельё» хватало только на 49 выстрелов. Для пополнения боезапаса по заказу капитана «Ришельё» Марзена (фр. Marzin) были изготовлены заряды из пороха SD19, запасённого для 330-мм орудий «Страсбурга». «Ришельё» был поставлен у стенки, орудиями в сторону моря. Часть экипажа была переведена на береговые батареи. Во время сенегальской операции «Ришельё» пришлось вести бой с недавними союзниками. 24 сентября он обстреливал британские линкоры «Бархэм» и «Резолюшен». Огонь вела только башня № 2. Стрельба привела к плачевным результатам. При первом же залпе в орудии № 7 взорвался снаряд и оно было разорвано — из башни остался торчать только огрызок длиной несколько метров. На третьем залпе вышло из строя и орудие № 8. После выстрела из затвора вырвалось пламя и его заклинило. Как показало дальнейшее обследование, образовалось вздутие ствола и была разрушена нарезка на длине в 8 метров. Стрельба орудий № 5 и 6 хоть и продолжалась, но была безрезультатной. На следующий день была приведена в рабочее состояние башня № 1 и огонь вёлся из неё. По данным некоторых источников «Ришельё» добился одного близкого разрыва у борта «Бархэма» с повреждением буля в районе башни главного калибра № 2.
После боя при попытке разрядить орудие № 5 оно также получило повреждения, сходные с повреждениями орудия № 8. Всего за три дня «Ришельё» израсходовал 24 380-мм снаряда и по итогу лишился трёх орудий главного калибра. После высадки в 1943 году союзных войск в Африке, «Ришельё» ушёл на ремонт в США. К счастью, люльки орудий были целы, поэтому три повреждённых орудия были заменены на снятые с «Жан Бара». Основной проблемой было отсутствие штатных снарядов OPfK Mle 1936. Несмотря на упоминание в некоторых источниках, что орудия были расточены под калибр 381 мм, это не соответствует действительности. Для пополнения боезапаса был выдан заказ на производство 380-мм снарядов компании US Crucible Steel Company. Снаряды изготавливались с помощью чертежей, привезённых из Дакара, и по конструкции были сходны с французскими. Испытания производились с помощью четвёртого орудия с Жан Бара на полигоне в Дальгрене. Снаряд получил обозначение OPfK Mle 1943. Производство осуществлялось тремя партиями. Сначала в мае 1943 были заказаны две партии в 500 и 430 снарядов. Позже были заказаны ещё 600. Первая партия снарядов была поставлена в Скапа-Флоу, где к тому времени находился «Ришельё», в начале марта 1944 года. Вместе с ними были поставлены и американские заряды пороха.
На заключительном этапе войны «Ришельё» использовался вместе с британскими линкорам для обстрела побережья на Азиатском театре боевых действий. Большую часть зарядов к тому времени составляли нештатные — три четверти были американские и заряды из SD19. В процессе эксплуатации были выявлены две проблемы. Первой проблемой явилась выявленная ненадёжность взрывателей. После высадки на Сабанге часть снарядов была обнаружена неразорвавшимися. К тому же полубронебойные снаряды хорошо подходили только для обстрела бетонированных укреплений. Поэтому в Великобритании были заказаны новые фугасные снаряды, получившие обозначение OEA Mle 1945. Учебные стрельбы и доклады воздушных наблюдателей при бомбардировках берега выявили и вторую проблему. При стрельбе полузалпами образуется слишком большое рассеивание снарядов. При стрельбе на дальности в 16 000—25 000 м рассеивание между первым и вторым падающим снарядом достигало 450 метров, в то время как у британского линкора «Куин Элизабет» для его 381-мм орудий этот показатель составлял 250 метров. Первоначально эту проблему решили за счёт перехода на одиночную стрельбу, что привело к уменьшению рассеивания до 270 метров. Окончательно проблему удалось решить только после войны, с помощью установки катушек задержки выстрела и модернизации системы подачи.
| История орудий послевоенного производства | История орудий послевоенного производства | История орудий послевоенного производства |
| № п/п                                     | Номер орудия                              | Место установки                           |
| ----------------------------------------- | ----------------------------------------- | ----------------------------------------- |
| 22                                        | R-1945-1                                  | Оставлено для испытаний в Руле и Гавре    |
| 23                                        | R 1945-2                                  | «Жан Бар», башня № 1                      |
| 24                                        | R 1946-1                                  | «Жан Бар», башня № 1                      |
| 25                                        | R 1946-2                                  | «Жан Бар», башня № 1                      |
| 26                                        | R 1946-3                                  | «Жан Бар», башня № 2                      |
| 27                                        | R-1947-1                                  | «Жан Бар», башня № 2                      |
| 28                                        | R-1947-2                                  | «Ришельё», башня № 1                      |
| 29                                        | R-1947-3                                  | «Жан Бар», башня № 2                      |
| 30                                        | R-1947-4                                  | «Жан Бар», башня № 2                      |

Часть захваченных орудий немцы попытались использовать на береговых батареях. Три орудия были вывезены в Норвегию, на батарею в Вардосене (норв. Vardaasen) близ Осло. Но до конца войны батарею так и не смогли привести в боеготовое состояние. Орудия вернулись во Францию в 1949 году и были использованы при капитальном ремонте «Ришельё». Одно из орудий было установлено в Октевиле и входило в так называемый «Атлантический вал», сделав около 40 выстрелов. Для замены изношенных орудий «Ришельё» и вооружения «Жан Бара» в 1945—1947 годах было произведено ещё 9 орудий. Одно из них использовалось для испытаний, а остальные установлены на линкорах.
Во время капитального ремонта «Ришельё» в Бресте в 1950—1951 годах были заменены все орудия. В башне № 1 в левую группу было установлено новое, произведённое в 1947 году и восстановленное с заменой лейнера орудие, которое во время войны было вывезено немцами в Меппен. В правую башню были установлены орудия, использованные немцами на береговых батареях в Норвегии и Октевиле. На снятых с башни № 1 орудиях были заменены лейнера, и затем они были установлены в башню № 2.
| Распределение орудий по башням кораблей (порядок номера орудия в башне не определён) | Распределение орудий по башням кораблей (порядок номера орудия в башне не определён) | Распределение орудий по башням кораблей (порядок номера орудия в башне не определён) | Распределение орудий по башням кораблей (порядок номера орудия в башне не определён) | Распределение орудий по башням кораблей (порядок номера орудия в башне не определён) | Распределение орудий по башням кораблей (порядок номера орудия в башне не определён) |
| Башня                                                                                | «Ришельё» 1940                                                                       | «Ришельё» 1943                                                                       | «Ришельё» 1950                                                                       | «Жан Бар» 1940                                                                       | «Жан Бар» 1949                                                                       |
| ------------------------------------------------------------------------------------ | ------------------------------------------------------------------------------------ | ------------------------------------------------------------------------------------ | ------------------------------------------------------------------------------------ | ------------------------------------------------------------------------------------ | ------------------------------------------------------------------------------------ |
| Башня № 1                                                                            | R 1936-2                                                                             | R 1936-2                                                                             | R 1947-2                                                                             | R 1937-1                                                                             | R 1937-4                                                                             |
| Башня № 1                                                                            | R 1936-4                                                                             | R 1936-4                                                                             | R 1938-5                                                                             | R 1937-3                                                                             | R 1945-2                                                                             |
| Башня № 1                                                                            | R 1937-2                                                                             | R 1937-2                                                                             | R 1938-6                                                                             | R 1937-4                                                                             | R 1946-1                                                                             |
| Башня № 1                                                                            | R 1937-5                                                                             | R 1937-5                                                                             | R 1938-8                                                                             | R 1937-7                                                                             | R 1946-2                                                                             |
| Башня № 2                                                                            | R 1937-6                                                                             | R 1937-1                                                                             | R 1936-2                                                                             | R 1938-2                                                                             | R 1946-3                                                                             |
| Башня № 2                                                                            | R 1937-9                                                                             | R 1937-9                                                                             | R 1936-4                                                                             | R 1938-4                                                                             | R-1947-1                                                                             |
| Башня № 2                                                                            | R 1938-1                                                                             | R 1937-3                                                                             | R 1937-2                                                                             | R 1938-6                                                                             | R-1947-3                                                                             |
| Башня № 2                                                                            | R 1938-3                                                                             | R 1937-7                                                                             | R 1937-5                                                                             | R 1938-7                                                                             | R-1947-4                                                                             |

## Конструкция орудия
Конструкция орудия совмещала в себе ряд как прогрессивных, так и традиционных для французских орудий решений. Как и все французские морские орудия после 1922 года, 380-мм орудие модели 1935 года изготавливалось с использованием технологии автофретирования. Традиционно для французского флота ствол представлял собой внутреннюю трубу, опоясанную большим количеством скрепляющих колец. В процессе сборки скрепляющие кольца нагревались, надевались на внутреннюю трубу ствола и охлаждались. После этого внутренняя часть ствола подвергалась воздействию гидравлического давления в несколько тысяч кг/см² (автофретированию). За счёт этого перенапряжения металл упрочнялся и повышался предел упругости, а соответственно и его сопротивляемость внутреннему давлению.
|  | A. Казённая часть орудия. B. Муфта казённика. C. Дульная часть орудия. D. Камора. E. Нарезная часть ствола. | 1. Казённик. 2. Втулка затвора. 3. Поршневое гнездо. 4. Автофретированный лейнер. 5. Автофретированные скрепляющие кольца. 6. Стопорное кольцо. 7. Кожух из автофретированных колец. 8. Дульная втулка. 9. Автофретированная внутренняя труба. 10. Нарезы. |

Судя по архивным данным, существовало два варианта конструкции ствола:
- Mle 1935 C/35, состоявший из 31 части — внутренней трубы, казённика, затворного гнезда, 20 скрепляющих колец[прим. 8], стопорного кольца, кожуха из четырёх колец, дульной втулки и ступенчатого лейнера, закреплённого во внутренней трубе с помощью стопорного кольца.
- Mle 1935 C/36, состоявший из 20 частей — количество скрепляющих колец было сокращено до 10, и кожух вместо четырёх состоял только из трёх колец.

Есть данные только об общем количестве произведённых орудий, данных о количестве орудий первой или второй модификации нет.
Поршневой затвор системы Велина с автоматическим открытием вверх при откате орудия. Затвор оснащался гидропневматическим приводом и системой противовесов. Время запирания и отпирания канала ствола было одинаковым и составляло по 3,5 секунды. Автоматический запирающий механизм оснащался магазином на 10 запальных трубок.
| Характеристики орудия       | Характеристики орудия                        |
| --------------------------- | -------------------------------------------- |
| Обозначение                 | 380 mm/45 Model 1935                         |
| Калибр, мм                  | 380                                          |
| Длина ствола, мм            | 17 882                                       |
| Длина канала ствола, мм     | 17 257                                       |
| Длина нарезной части, мм    | 14 157                                       |
| Масса ствола с затвором, кг | 94 130                                       |
| Нарезы                      | 80 штук, 3,7 мм глубины и 8,9 мм ширины      |
| Крутизна нарезки            | постоянная — 1 оборот на длине 25,57 калибра |
| Объём каморы, дм³           | 456,6                                        |
| Тип затвора                 | поршневой затвор Велина                      |
| Принцип заряжания           | картузное                                    |
| Скорострельность, выстр/мин | 1,2—2,2                                      |

## Артиллерийские установки
Проектирование линкоров типа «Эльзас» не вышло за рамки эскизных проектов, поэтому подробностей о запланированных для них установок нет. В качестве вариантов рассматривались четырёх- и трёхорудийные установки. По данным Джордана/Дюма был выбран трёхорудийный вариант, но его разработка не была начата. Также в литературе не встречается описание конструкции установок для береговых батарей.
Для линкоров типа «Ришельё» заводом в Сен-Шамоне были разработаны четырёхорудийные установки. Четырёхорудийная башня была выбрана из-за существенной экономии веса. По расчётам на статью весовой нагрузки, приходящуюся на вооружение из восьми 380-мм орудий в двух башнях, приходилось 4952 т, тогда как девять орудий в трёх башнях весили уже 6945 т. По сути 380-мм башни представляли собой увеличенный вариант четырёхорудийной 330-мм башни линкоров типа «Дюнкерк». Это значительно сократило сроки разработки новых установок, но повлекло за собой ряд сложностей.
Принципиальным отличием от 330-мм установок стало использование роликовых погонов вместо шаровых. Башня была разделена 45-мм бронепереборкой фактически на две полубашни. Расстояние между осями внутренних орудий составляло 2,95 м. Между осями орудий внутри полубашен — по 1,95 м. Каждая полубашня обслуживалась парой собственных снарядных и зарядных погребов. Их расположение было нетрадиционным для линкоров. Погреба одной полубашни располагались на одной палубе — снарядные впереди и зарядные позади основания полубашни. Для левой полубашни погреба находились на одну палубу выше, чем для правой. Максимальная ёмкость погребов составляла 832 бронебойных снаряда — боезапас по 104 выстрела на орудие.
Несмотря на то, что в некоторых источниках считается, что башни рассчитывались на цикл стрельбы в 25 с, реальная скорострельность в весной 1940 года составила не больше 1,3 выстрела в минуту. Полный заряд пороха для орудия разделялся на четыре части. Снаряды и заряды из погреба поднимались в перегрузочное отделение с помощью ковшовых подъёмников, по одному на каждую полубашню. Дальше они помещались на верхние трёхуровневые лотки. Снаряд располагался внизу, а выше были два уровня по две части заряда. Каждое орудие обслуживалось индивидуальным лотком. Элеватор поднимал лоток в боевое отделение, где с помощью цепного «полугибкого» досылателя снаряд подавался в камору и вслед за ним — части заряда. Полное время досылания составляло 13,5 секунд. Затвор закрывался гидропневматикой и автоматически открывался вверх при откате орудия. Время запирания и отпирания затвора составляло по 3,5 секунды.
Приводами вращения башни и подъёма стволов служили электромоторы системы Леонарда с гидравлическим приводом. Каждое орудие находилось в собственной люльке, но на пару стволов в полубашне выделялся только один мотор, хотя у каждого орудия и была своя механическая передача. Это теоретически позволяло поднимать и опускать орудия в одной полубашне раздельно, но в ограниченном диапазоне. На практике обычно зарядка и стрельба из орудий одной полубашни осуществлялась одновременно. При этом во время стрельб в 1944 году был выявлен слишком большой разлёт снарядов из-за их взаимовлияния при выстреле. При стрельбе на дальность в 16 000—25 000 м разлёт между первым и вторым снарядом достигал 450 метров, в то время как для 381-мм орудий британского линкора «Куин Элизабет» этот показатель составлял 250 метров. В марте 1948 года во время ремонта в Шербуре на «Ришельё» по американскому примеру в башнях были установлены катушки задержки выстрела. Внешние орудия стреляли с задержкой в 60 мс. Это дало свои результаты. Во время дальнейших стрельб в Мерс-эль-Кебире при использовании бронебойных снарядов и полных зарядов без использования катушек задержки максимальное рассеивание снарядов составило 1710 метров на дальности 25 000 м, среднее — 950 метров. С их использованием цифры составили 577 и 300 м соответственно. Эти показатели были признаны удовлетворительными, учитывая, что орудия были изношены — в среднем они к этому моменту произвели по 150 выстрелов каждое. Во время капитального ремонта «Ришельё» в Бресте в 1950—1951 годах катушки задержки были убраны, спусковые устройства внешних орудий были доработаны для получения 60-мс задержки. Устройства подачи и перезарядки были доработаны, и цикл стрельбы сократился с 45 до 32 секунд.
Подача теоретически могла осуществляться при любом угле возвышения — вплоть до максимального в 35°. Но во время перезарядки при стрельбе соседних орудий часто случались заедания, поэтому на практике зарядка обычно осуществлялась при постоянном угле возвышения в 15°. И вертикальный, и горизонтальный привод оснащались дистанционным управлением (RPC). Но система Sauter-Harle-Blondel не оправдала возлагавшихся на неё надежд. Так же как и для 330-мм орудий «Дюнкерка», она не обеспечивала требуемой точности, поэтому необходимо было вносить ручные корректировки. По итогу от использования этого привода отказались.
| Характеристики АУ линкоров типа «Ришельё»     | Характеристики АУ линкоров типа «Ришельё»                                      |
| --------------------------------------------- | ------------------------------------------------------------------------------ |
| Общая масса, кг                               | 2 476 000                                                                      |
| Количество стволов                            | 4                                                                              |
| Расстояние между осями внутренних орудий, мм  | 2950                                                                           |
| Расстояние между осями орудий в полубашне, мм | 1900                                                                           |
| Длина отката, мм                              | 1325                                                                           |
| Угол подъёма ствола, °                        | −5/+35                                                                         |
| Угол поворота, °                              | −150/+150 для первой и −156/+156 для второй башен, для «Гаскони» −137,5/+137,5 |
| Максимальная скорость ВН, °/с                 | 5,5                                                                            |
| Максимальная скорость ГН, °/с                 | = 5                                                                            |
| Максимальная дальность стрельбы               | 41 700 (+35°)                                                                  |
| Бронирование, мм                              |                                                                                |
| лоб                                           | 430                                                                            |
| борт                                          | 300                                                                            |
| тыл                                           | 250                                                                            |
| крыша                                         | 170—195                                                                        |

## Боеприпасы
Первоначально в боекомплект линкоров входил только один тип снаряда — бронебойный модели 1936 года. Французское обозначение 380 mm OPfK Mle 1936. OPfK — сокращение от фр. Obus de Perforetion — бронебойный снаряд. Литера «K» — сокращение от kolorant, означает, что снаряд оснащён краской для подсвечивания цветом разрывов снаряда. Конструктивно был сходен с 380 mm OPfK Mle 1935 «Дюнкерка», но отличался меньшим относительным весом взрывчатого вещества.
Это был 890-кг снаряд большого удлинения с бронебойным колпачком и баллистическим наконечником для уменьшения аэродинамического сопротивления. Масса аэродинамического колпачка — 84 кг. Снаряд имел три ведущих пояска. Отличительной чертой снаряда является сужение в районе дна, из-за которого снаряд был неустойчив при установке на дно и хранился и подавался только в горизонтальном положении. Разрывной заряд состоял из 21,9 кг пикриновой кислоты и динитронафталина — 2,5 % от веса снаряда. В носовой части, под баллистическим колпачком располагалось красящее вещество и к нему специальный взрыватель — dispositif 'K'. При попадании в цель подкрашивался разрыв, при падении в воду подкрашивался всплеск. При корректировке стрельбы это позволяло различать не только всплески от собственных выстрелов при групповой стрельбе нескольких кораблей, но и попадания. Снаряды для «Ришельё» оснащались жёлтым красителем, для «Жан Бара» — оранжевым. Донная втулка по конструкции отличалась от 330-мм снаряда и имела четыре полости для размещения отравляющих веществ. Эта возможность никогда не была использована, но послужила причиной разрывов трёх орудий «Ришельё» в Дакаре в 1940 году.
Исходя из описания у Джордана и Дюма можно сделать вывод, что этот снаряд оснащался двухдиапазонным взрывателем. Этот взрыватель придавал снаряду возможность использования как бронебойного и полубронебойного. Дело в том, что для пробития толстой и тонкой брони нужно выставление взрывателя на разное время срабатывания. Для наибольшего эффекта снаряд должен разорваться внутри корпуса корабля противника, в нескольких метрах за бронёй. Но при пробитии толстой брони снаряд затрачивает время на прохождение через броню и требует большого времени выставленной задержки взрыва. Если с такой задержкой снаряд попадает в легкобронированную часть корпуса, то он успевает её пробить навылет и взрывается уже за пределами корпуса. Для своевременности подрыва требуется установка на меньшее замедление подрыва. В свою очередь если такой снаряд попадает в толстую броню, он не успевает её пройти и взрывается снаружи, ослабляя боевую эффективность снаряда. Французы разработали взрыватель, который при столкновении с преградой сам определял необходимое время задержки. Его действие основывалось на том, что при столкновении с толстой бронёй снаряд испытывал значительные отрицательные перегрузки. Механически в состав взрывателя входило тяжёлое кольцо-втулка. При столкновении с лёгкой преградой она сдвигалась минимально и оставались открытыми набор больших отверстий № 1, через которые горячие воспламеняющие газы от взрывателя проходили в заряд, и время задержки было минимально. При столкновении с прочной преградой втулка сдвигалась дальше, перекрывая большинство отверстий набора № 1 и открывая набор отверстий № 2 меньшего диаметра и газ проходил медленнее, увеличивая время задержки.
| Снаряд OPfK Mle 1936 | Снаряд OPfK Mle 1936 | Снаряд OPfK Mle 1943 | Снаряд OPfK Mle 1943 |
| -------------------- | --- | -------------------- | --- |
|                      | 1. Взрыватель dispositif 'K'. 2. Ёмкость с красящим веществом. 3. Баллистический наконечник (аэродинамический обтекатель). 4. Бронебойный (макаровский) колпачок. 5. Тело снаряда. 6. Ведущие пояски. 7. Донный взрыватель. 8. Полость для ёмкости с отравляющим веществом. 9. Донная втулка. |                      | 1. Баллистический наконечник (аэродинамический обтекатель). 2. Бронебойный (макаровский) колпачок. 3. Тело снаряда. 4. Разрывной заряд. 5. Ведущие пояски. 6. Донный взрыватель. 7. Донная втулка. 8. Очко снаряда. |

В 1943 году американской компании Crucible Steel были заказаны снаряды, получившие во французском флоте обозначение 380 mm OPfK Mle 1943. По внешним размерам он повторял французский снаряд, но изготавливался с адаптацией под американские технологии. Фактически по внутреннему устройству он был больше сходен с американским 356-мм снарядом — с тяжёлым бронебойным колпачком и упрощённой дульной втулкой с использованием американского взрывателя с одним временем задержки. Он был на 8,5 мм короче и оснащался бронебойным наконечником весом в 14 % от массы снаряда и скруглённым на конце, что позволяло ему лучше работать при падении на цель под большим углом.
Баллистический наконечник по американской схеме имел два пояса вкладышей, в которые можно было установить 0,68 кг красящего вещества. Этого было достаточно для подкрашивания всплесков, но лишало возможности различать попадания. В донной втулке были убраны полости для отравляющих веществ и установлен трассёр Mark 5 и донный взрыватель Mark 21 с постоянным временем задержки 0,033 с. В качестве взрывчатого вещества снаряд оснащался 20,14 кг пикрата аммония (explosive D). Его относительная масса в 2,27 % была несколько больше обычного для бронебойных снарядов США значения 1,5 %.
Первоначально в состав боекомплекта 380-мм орудия «Ришельё» фугасные снаряды не входили. К концу войны французский линкор, совместно с британскими, стал привлекаться к обстрелам побережья. Для этого лучше подходили фугасные снаряды, и в Великобритании были заказаны фугасные снаряды, получившие обозначение 380 mm OEA Mle 1945 — фугасный снаряд модели 1945 года (Obus Explosif en Acief — фугасный снаряд). После войны в боекомплект также входили снаряды модели 1949 года французского производства — 380 mm OEA Mle 1949.
| Характеристики 380-мм снарядов | Характеристики 380-мм снарядов        | Характеристики 380-мм снарядов | Характеристики 380-мм снарядов | Характеристики 380-мм снарядов | Характеристики 380-мм снарядов |
|                                | OPfK Mle 1936                         | OPfK Mle 1936                  | OPfK Mle 1943                  | OPE Mle 1945                   | OPE Mle 1949                   |
|                                | 1940                                  | 1957                           | OPfK Mle 1943                  | OPE Mle 1945                   | OPE Mle 1949                   |
| ------------------------------ | ------------------------------------- | ------------------------------ | ------------------------------ | ------------------------------ | ------------------------------ |
| Тип снаряда                    | бронебойный                           | бронебойный                    | бронебойный                    | фугасный                       | фугасный                       |
| Длина, мм                      | 1900,5                                | 1900,5                         | 1882                           |                                |                                |
| Масса, кг                      | 890                                   | 890                            | 885                            | 884                            | 879                            |
| Разрывной заряд, кг            | 21,9                                  | 21,9                           | 20                             | н/д                            | н/д                            |
| Тип метательного заряда        | полный, 288-кг SD21                   | полный, уменьшенный            | полный, уменьшенный            | полный, уменьшенный            | пониженный                     |
| Начальная скорость, м/с        | 830                                   | 800                            | 800                            | 800                            | 632                            |
| Максимальная дальность, м      | теоретическая 41 500, реальная 37 800 | 36 500                         | 36 500                         | 36 500                         | 24 800                         |

В качестве штатного заряда метательного вещества использовался порох SD21. Заряд состоял из четырёх частей пороха в шёлковых картузах, общей массой 288 кг. С помощью этого заряда штатному бронебойному снаряду модели 1936 года массой 890 кг сообщалась начальная скорость 830 м/с. Теоретически при максимальном угле возвышения 35° это обеспечивало максимальную дальность 41 500 м. Практическая достигнутая — 37 800 м. При бегстве в Дакар на борту «Ришельё» находилось всего 49 полных зарядов пороха. Чтобы решить эту проблему, были использованы хранившиеся в Дакаре запасы пороха SD19 для линкоров типа «Дюнкерк». Общая масса заряда не известна, но при его использовании достигалась меньшая начальная скорость и большее рассеивание снарядов. Кроме того, после разрыва снарядов в стволе в 1940 году в Дакаре, масса заряда была уменьшена, что привело к падению начальной скорости до 785 м/с.
В 1943 году наряду с американскими снарядами были заказаны и пороховые заряды американского производства. Заряд состоял из пороха 420 CI, общая масса его на сегодняшний момент неизвестна. В июле 1944 года по крайней мере три четверти зарядов на борту «Ришельё» составляли заряды американского производства и SD19. Как уже упоминалось, заряды SD19 имели недостаточную мощность. А зерна американского пороха были в виде коротких палочек. При использовании в больших французских зарядах это приводило к тому, что заряды не хранили свою форму. И в системах подачи это приводило к частым заеданиям. Поэтому французы предпочитали использовать порох собственного производства SD21.
Пороха марок SD изготавливались из пороха с нелетучим растворителям. В основу этого пороха легли германские разработки времён Первой мировой войны. Порох состоял из 64—65 % нитроцеллюлозы, 25 % нитроглицерина и 8—9 % централита. Порох обладал пониженной взрывоопасностью, правда, при этом ухудшалась и его теплотворная способность — калорийность 800, Т 2600 °K (у более старых порохов марок BM — 870 и 3020—3030 °K соответственно). Зёрна пороха SD19 представляли собой трубки внешним диаметром 14 мм и внутренним 4. Размер трубчатого пороха SD21 точно неизвестен, но по всей видимости толщина свода (разница между внешним и внутренним радиусами) составляла 5,7 мм.
| Боекомплект линкоров типа «Ришельё»       | Боекомплект линкоров типа «Ришельё» | Боекомплект линкоров типа «Ришельё» | Боекомплект линкоров типа «Ришельё»     |
|                                           | OPfK Mle 1936                       | OPE Mle 1945                        | Частей зарядов (4 части — полный заряд) |
| ----------------------------------------- | ----------------------------------- | ----------------------------------- | --------------------------------------- |
| Максимальный по проекту                   | 832                                 |                                     | 3328?                                   |
| «Ришельё», июнь 1940 при выходе из Бреста | 296                                 |                                     | 198                                     |
| «Ришельё», апрель 1943                    | 407                                 |                                     | 373                                     |
| «Жан Бар», январь 1957                    | 328                                 | 406                                 | 3000                                    |

После серьёзных повреждений 24 и 28 сентября 1940 года орудий № 5, 7 и 8 во второй башне линкора «Ришельё», было проведено специальное расследование. Повреждения всех трёх орудий был сходными. При выстреле пламя вырывалось из-под затвора, систему электрозапала сносило прочь форсом пламени и затвор заклинивало либо он работал с большими трудностями. Кожух орудия был вспучен, скрепляющие кольца смещались со своих мест на 4—12 мм. Внутренняя часть ствола имела яйцеобразное вздутие. Нарезка сохранилась на участке от вздутия в сторону казённой части и разрушена на участке от вздутия к дульному срезу. Характерные повреждения говорили о том, что они нанесены разорвавшимся в стволе снарядом. Внимательное изучение показало, что причина была в воздействии дульных газов на донную часть снаряда.
Был проведён ряд испытаний на берегу и в Тулоне на борту старого броненосца «Condorcet». Испытания проводились с зарядами пороха SD19 и SD21, применявшимися на борту «Ришельё». Снаряды создавались под давление в стволе 3200 кг/см². Однако 24 сентября 1940 года порох в погребе «Ришельё» имел аномально высокую температуру 40 °C. Повышенная начальная температура пороха привела к значительному росту давления во время выстрела, которое по расчётам достигло значения 3700 кг/см². Но даже это повышение давления не должно было привести к аварии, так как снаряды проектировались с коэффициентом запаса прочности. Поэтому было обращено внимание на конструкцию донной части снаряда.
В бронебойном снаряде модели 1936 года были четыре полости для размещения отравляющих веществ. Эти полости с донной части закрывались ввинтными заглушками. По форме это были шайбы толщиной 10 мм с выступами толщиной 5 мм по бокам. Испытания показали, что при снятых заглушках снаряды выдерживали давление 4200 кг/см². Однако при установленных на место заглушках происходило их разрушение уже при давлении в 2800 кг/см². Осколки крышки пробивали или серьёзно деформировали верхнюю стенку полости. Происходило её разрушение, и горячие дульные газы проходили через взрыватель и поджигали разрывной заряд. Происходил взрыв снаряда в стволе.
Вопреки данным некоторых источников причина разрыва была отнюдь не в использовании зарядов SD19. 24 сентября использовались как раз штатные заряды SD21, и напротив на следующий день использование зарядов SD19 не повлекло за собой никаких разрывов снарядов. Единственной проблемой зарядов SD19 стало заметное снижение начальной скорости снаряда. Для зарядов SD21 начальная скорость составляла 830 м/с при давлении в тот день 3700 кг/см². Для зарядов из SD19 начальная скорость оказалась 785 м/с — значительно меньше ожидаемой 805 м/с. При этом давление достигало 3200 кг/см². Недостаточная мощность зарядов SD19 уберегла башню № 1 от разрывов в стволах, но привела к трудностям при управлении стрельбой. Снаряды с меньшей начальной скоростью ложились с недолётами.
Чтобы исправить положение, полости были заделаны цементом и закрыты более прочными крышками. Испытания показали, что такая конструкция выдерживала давление 6000 кг/см². Использование зарядов SD21 вновь становилось возможным, но из-за повышенной начальной температуры пороха комиссия рекомендовала снизить массу заряда для обеспечения начальной скорости 785 м/с вместо штатных 830 м/с. Выводы комиссии затянулись, и отчёт был предоставлен заказчику только 10 апреля 1942 года. С целью проверки достаточности проделанных модификаций были проведены тестовые стрельбы из орудия № 6 во второй башне «Ришельё».
| Механизм разрыва снаряда в стволе «Ришельё» 24 сентября 1940 года | Механизм разрыва снаряда в стволе «Ришельё» 24 сентября 1940 года |
| ----------------------------------------------------------------- | --- |
|                                                                   | 1. Избыточное давление при сгорании зарядов пороха SD21 достигает значения 3700 кг/см². Разрушаются заглушки, закрывающие полости для отравляющих веществ. 2. Осколки разрушенной крышки попадают на переднюю стенку полости, и она разрушается. 3. Горячие пороховые газы из каморы проходят через полость и взрыватель. 4. Горячие газы контактируют с разрывным зарядом, что приводит к взрыву снаряда в стволе. |

## Сохранившиеся экземпляры
Всего было произведено 21 орудие довоенной и 9 орудий послевоенной серий. Послевоенные орудия не сохранились. По состоянию на начало 2014 года сохранились пять орудий довоенного производства, демонстрирующиеся в экспозициях музеев.
Орудие R-1938-5, использованное немцами при обороне Атлантического вала и заканчивавшее службу в башне № 1 линкора «Ришельё», демонстрируется в Бресте, возле моста Рекувранс (фр. Pont de Recouvrance). Орудие R-1937-10 демонстрируется в Гавре. Одно из вывозившихся немцами в Норвегию орудий — R-1936-1 — демонстрируется во французской военно-морской академии «Эколь Наваль» (фр. École Navale), расположенной в Ланвеок-Пульмик, южной части залива, в северной части которого расположен Брест. Четвёртое орудие — R-1936-2, служившее на «Ришельё», можно увидеть в арсенале Руле. Одно из снятых с «Ришельё» орудий было использовано итальянским флотом для испытаний высокоскоростных снарядов. Его можно увидеть в экспозиции военно-морского арсенала в Специи.

## Аналоги
Французские линкоры не успели пройти весь цикл испытаний до начала Второй мировой войны, и потому не смогли излечиться от ряда «детских болезней». Так, главный калибр находился фактически в полубоеготовом состоянии. При отплытии «Ришельё» из Дакара системы подачи боеприпасов в башни фактически не работали. Разрывы снарядов в стволе орудия, случившиеся 24 сентября 1940 года, показали, что новые снаряды не были испытаны и потому не был своевременно выявлен конструктивный дефект их донной части. Также большой проблемой для французского флота стала потеря производственной базы и вынужденный переход на заряды из пороха SD19 с худшими характеристиками, чем у штатного SD21. Орудия «Ришельё» вели стрельбу 24 и 25 сентября 1940 года по британским линкорам «Куин Элизабет» и «Ривендж» в Дакаре. «Жан Бар» участвовал в дуэли с американским «Массачусетсом» 8 ноября 1942 года в Касабланке. И хотя попаданий французы не добились, трудно судить об их боевой эффективности, если бы французы, как британцы и американцы, имели возможность доработать свои орудия.
| Расчётные показатели бронепробиваемости в мм американской брони класса «A» — борт / класса «B» — палуба, на дистанции | Расчётные показатели бронепробиваемости в мм американской брони класса «A» — борт / класса «B» — палуба, на дистанции | Расчётные показатели бронепробиваемости в мм американской брони класса «A» — борт / класса «B» — палуба, на дистанции | Расчётные показатели бронепробиваемости в мм американской брони класса «A» — борт / класса «B» — палуба, на дистанции | Расчётные показатели бронепробиваемости в мм американской брони класса «A» — борт / класса «B» — палуба, на дистанции | Расчётные показатели бронепробиваемости в мм американской брони класса «A» — борт / класса «B» — палуба, на дистанции | Расчётные показатели бронепробиваемости в мм американской брони класса «A» — борт / класса «B» — палуба, на дистанции | Расчётные показатели бронепробиваемости в мм американской брони класса «A» — борт / класса «B» — палуба, на дистанции | Расчётные показатели бронепробиваемости в мм американской брони класса «A» — борт / класса «B» — палуба, на дистанции | Расчётные показатели бронепробиваемости в мм американской брони класса «A» — борт / класса «B» — палуба, на дистанции |
| Линкор | Орудие | 0 км | 5 км | 10 км | 15 км | 20 км | 25 км | 30 км | 35 км |
| --- | --- | --- | --- | --- | --- | --- | --- | --- | --- |
| «Ришельё» | 380 mm/45 Modèle 1935                                                                                                 | 935 | 779/19 | 630/38 | 514/57 | 421/78 | 355/98 | 301/136 | 259/217 |
| «Кинг Джордж» | 14″/45 Mk VII | 800 | 677/19 | 565/36 | 477/57 | 405/76 | 353/102 | 277/152 | 190/314 |
| «Вэнгард» | 15″/42 Mk I/N | 866 | 728/20 | 604/39 | 507/60 | 428/82 | 368/115 | 280/180 | |
| «Бисмарк» | 38 cm/52 SKC/34 | 894 | 747/18 | 622/35 | 518/53 | 431/69 | 356/89 | 293/129 | 240/195 |
| «Витторио Венетто» | 38,1 cm/50 Ansaldo 1934                                                                                               | 904 | 783/18 | 670/34 | 573/52 | 488/69 | 428/89 | 373/116 | 311/187 |
| «Норт Каролина» | 16″/45 Mk 6 | 770 | 661/23 | 560/49 | 479/73 | 413/102 | 354/139 | 296/243 | |

В сравнении с европейскими аналогами этого же калибра, табличные данные французского орудия находятся на достаточно высоком уровне. При стрельбе из одного орудия рассеивание было сравнимым с рассеиванием британского 381-мм орудия. При этом бронепробиваемость французского орудия была выше, чем у 52-калиберного немецкого 380-мм орудия на всех дистанциях. Британскому 381-мм орудию оно начинало проигрывать только при пробитии палуб на дистанциях свыше 27 км, редко встречавшихся в реальных боях. Итальянское 381-мм орудие, благодаря более тяжёлому снаряду с большей начальной скоростью, обладало большей дальностью и лучшими характеристиками бронепробиваемости при пробитии вертикального пояса, уступало при пробитии палуб (а эта характеристика была важнее во время Второй мировой войны). К тому же ценой, заплаченной за это, стали неудовлетворительные характеристики точности стрельбы и живучести ствола.
| Сравнительные характеристики артиллерии главного калибра линкоров постройки 1930—1940-х годов |                     |                     |                                                                         |                                                                         |              |                 |          |              |              |             |
| Корабль                                                                                       | «Кинг Джордж V»     | «Вэнгард»           | «Шарнхорст»                                                             | «Бисмарк»                                                               | «Литторио»   | «Норт Кэролайн» | «Айова»  | «Дюнкерк»    | «Ришельё»    | «Ямато»     |
| Государство                                                                                   | Флаг Великобритании | Флаг Великобритании | Красный флаг, в центре которого находится белый круг с чёрной свастикой | Красный флаг, в центре которого находится белый круг с чёрной свастикой | Флаг Италии  | Флаг США        | Флаг США | Флаг Франции | Флаг Франции | Флаг Японии |
| Тип орудия                                                                                    | Mk VII              | Mk I/N              | 28 cm SKC/34                                                            | 38 cm SKC/34                                                            | Ansaldo 1934 | Mk6             | Mk7      | M1931        | M1935        | Type 94     |
| Калибр, мм                                                                                    | 356                 | 381                 | 283                                                                     | 380                                                                     | 381          | 406             | 406      | 330          | 380          | 460         |
| Масса орудия, кг                                                                              | 80 256              | 101 605             | 53 250                                                                  | 111 000                                                                 | 111 664      | 100 363         | 121 519  | 70 535       | 94 130       | 165 000     |
| Масса бронебойного снаряда, кг                                                                | 721                 | 879                 | 330                                                                     | 800                                                                     | 885          | 1225            | 1225     | 560          | 890          | 1460        |
| Масса ВВ в снаряде, кг                                                                        | ?                   | 22                  | 7,84                                                                    | 18,8                                                                    | ?            | 18,36           | 18,36    | ?            | 21,9         | 33,85       |
| Начальная скорость снаряда, м/с                                                               | 757                 | 749                 | 890                                                                     | 820                                                                     | 850 (870)    | 701             | 762      | 870          | 830          | 780         |
| Максимальная дальность стрельбы, м                                                            | 35 260              | 30 500              | 42 747                                                                  | 36 520                                                                  | 42 263       | 33 741          | 38 720   | 41 700       | 41 500       | 42 030      |